# Kōki Yonekura
Kōki Yonekura (米倉 恒貴?, Yonekura Kōki; Chiba, 17 maggio 1988) è un calciatore giapponese, difensore o centrocampista del JEF United.

## Caratteristiche tecniche
Kōki Yonekura può essere sia un difensore e sia un centrocampista laterale. È bravo ad attribuire una buona visibilità aerobica nelle fasce e a fornire assist ai compagni.

## Statistiche

### Nazionale

#### Cronologia presenze e reti in nazionale
| Cronologia completa delle presenze e delle reti in nazionale ― Giappone | Cronologia completa delle presenze e delle reti in nazionale ― Giappone | Cronologia completa delle presenze e delle reti in nazionale ― Giappone | Cronologia completa delle presenze e delle reti in nazionale ― Giappone | Cronologia completa delle presenze e delle reti in nazionale ― Giappone | Cronologia completa delle presenze e delle reti in nazionale ― Giappone | Cronologia completa delle presenze e delle reti in nazionale ― Giappone | Cronologia completa delle presenze e delle reti in nazionale ― Giappone |
| Data                                                                    | Città                                                                   | In casa                                                                 | Risultato                                                               | Ospiti                                                                  | Competizione                                                            | Reti                                                                    | Note                                                                    |
| ----------------------------------------------------------------------- | ----------------------------------------------------------------------- | ----------------------------------------------------------------------- | ----------------------------------------------------------------------- | ----------------------------------------------------------------------- | ----------------------------------------------------------------------- | ----------------------------------------------------------------------- | ----------------------------------------------------------------------- |
| 9-8-2015                                                                | Wuhan                                                                   | Cina                                                                    | 1 – 1                                                                   | Giappone                                                                | Coppa dell'Asia orientale 2015                                          | -                                                                       |                                                                         |
| 13-10-2015                                                              | Teheran                                                                 | Iran                                                                    | 1 – 1                                                                   | Giappone                                                                | Amichevole                                                              | -                                                                       |                                                                         |
| Totale                                                                  |                                                                         | Presenze                                                                | 2                                                                       |                                                                         | Reti                                                                    | 0                                                                       |                                                                         |

## Palmarès

### Club

#### Competizioni nazionali
- Coppa J. League: 1

Gamba Osaka: 2014
- Campionato giapponese: 1

Gamba Osaka: 2014
- Coppa dell'Imperatore: 2

Gamba Osaka: 2014, 2015
- Supercoppa del Giappone: 1

Gamba Osaka: 2015